# Methylidyntrikobaltnonakarbonyl
Methylidyntrikobaltnonakarbonyl je organická sloučenina se vzorcem HCCo3(CO)9, karbonylový komplex obsahující methylidynový ligand. Jde o růžovou, na vzduchu stálou pevnou látku rozpustnou v některých organických rozpouštědlech a nerozpustnou ve vodě.
Její molekuly mají bodovou grupu symetrie C3v.
Methylidyntrikobaltnonakarbonyl se připravuje reakcí oktakarbonylu dikobaltu s bromoformem. Většina kobaltu se spotřebuje na tvorbu bromidu kobaltnatého. Reakce probíhá podle této rovnice:
9 Co2(CO)8 + 4 CHBr3 → 4 HCCo3(CO)9 + 36 CO + 6 CoBr2
Je známo mnoho analogů této sloučeniny, například benzylidynový (C6H5CH2CCo3(CO)9), arsinidynový (AsCo3(CO)9) a chlormethylidynový (ClCCo3(CO)9). Některé tyto analogy mohou mít využití při katalýze hydroformylačních reakcí – například v případě sloučenin s acylidynovýmí a arylidynovými funkčními skupinami.
Pomocí rentgenové krystalografie bylo zjištěno, že délky vazeb Co-Co jsou okolo 2,48 pm. Sloučenina má podobnou strukturu jako dodekakarbonyl tetrakobaltu.